# Chrzest
Chrzest – w chrześcijaństwie obrzęd nawrócenia i oczyszczenia z grzechów, sprawowany na polecenie samego jego założyciela Jezusa Chrystusa (por. Mt 28,18–20). Będąc obmyciem wodą, któremu towarzyszy słowo (Ef 5,26) stoi na początku drogi wiary każdego z uczniów Chrystusa, jest pierwszym z sakramentów wtajemniczenia chrześcijańskiego. Deklaracja Światowej Rady Kościołów z 1982 roku wymienia następujące istotne elementy chrztu: wysłuchanie nauk Pisma Świętego dotyczących jego znaczenia, przyzywanie Ducha Świętego, wyrzeczenie się zła, wyznanie wiary w Trójcę Świętą, wykorzystanie wody. Osoba ochrzczona ma również wyrazić przekonanie, że chrzest da jej nową tożsamość syna lub córki Bożej oraz że jako członek Kościoła jest powołana, aby głosić Ewangelię. Obrzęd ten wciela daną osobę w Chrystusa – ukrzyżowanego i zmartwychwstałego Pana – i łączy z ludem Bożym Nowego Przymierza. Trynitarne rozumienie chrztu odrzucają wspólnoty religijne czerpiące z tradycji antytrynitaryzmu.

## Etymologia i znaczenie słowachrzest
Pochodzenie polskiego słowa chrzest oraz pokrewnych słów w innych językach słowiańskich np. křest w czeskim czy Крещение w rosyjskim nie jest całkiem jasne. Wywodzi się je w ostatecznym rachunku od imienia Chrystusa (łac. Christus, greckie Khristos – od khrein – namaszczać). Słowo chrzest nie jest więc przekładem greckiego i nowotestamentowego wyrazu báptisma, które w większości polskich przekładów Biblii tłumaczone jest na chrzest, a dosłownie znaczy „zanurzenie”. Chrześcijanie wierzą, że jednoczy on z tajemnicą paschalną, męki, śmierci i zmartwychwstania Chrystusa dla uzyskania przebaczenia wszystkich grzechów i odrodzenia do nowego życia w Duchu Świętym, życia w wieczności. Jest to obrzęd wyznania wiary, czyniący członkiem Kościoła-Ciała Chrystusa (por. Rz 11,9). Według katolickich historyków chrześcijaństwa J.Daniélou i I. Marrou rytuał chrztu chrześcijańskiego ma swe odległe korzenie w chrzcie jordańskim udzielanym przez Jana Chrzciciela mieszkańcom Jerozolimy (por. Łk 3,7), bezpośrednie zaś we chrzcie Chrystusa w Jordanie.
Poza chrześcijaństwem, formą zewnętrznie podobną do chrztu są obmycia rytualne. Do tej pory w judaizmie praktykowane jest obmycie z rytualnej nieczystości, chasydzi czynią to w specjalnie do tego przeznaczonym baseniku zwanym mykwą. Obmycie rytualne jest praktykowane również w wielu innych religiach.

## Chrzest w Biblii
Używane w Nowym Testamencie na oznaczenie chrztu greckie słowo το βάπτισμα (to baptisma) (Mt 21,25 /i par.: Mk 11,30 oraz Łk 20,24/; Mk 1,4; 10,39; Łk 3,3; 7,29; Rz 6,4; Ef 4,5 i in.), pochodzące od greckiego czasownika βαπτίζειν, oznacza zanurzenie ciała w znaczeniu religijnym. Jego duchowym skutkiem jest oczyszczenie, obmycie serca z brudów duchowych. W odróżnieniu od niego, zwyczajne zanurzenie, bez znaczenia duchowego, oddawane jest przez autorów języka greckiego przez inne, podobne słowo: βάπτειν (Baptein).

### Pierwowzory chrztu w Starym Testamencie
W Starym Testamencie znaleźć można obrzędy oczyszczeń, przygotowujące nowotestamentalny chrzest (zob. mykwa).
Stary Testament zawiera też liczne epizody odczytywane jako figuratywne, prorocze zapowiedzi chrztu:
- arka Noego, która ratuje przez wodę;
- przejście przez Morze Czerwone, które wyzwala Izrael z niewoli egipskiej;
- przejście przez Jordan, które wprowadza Izraela do Ziemi Obiecanej, będącej obrazem życia wiecznego[8].

### Nowy Testament
Nauczanie Nowego Testamentu na temat chrztu można ująć w czterech etapach, które ukazują ciągłość jego rozwoju:
1. Chrzest Janowy rozpoczął publiczną działalność Jezusa. Jan mówił: Ja Go przedtem nie znałem, ale przyszedłem chrzcić wodą w tym celu, aby On się objawił Izraelowi (J 1,31 Biblia Tysiąclecia /BT/, por. Mk 1,1-5).
2. Jezus nauczał o konieczności chrztu w czasie swej publicznej działalności: Zaprawdę, zaprawdę, powiadam ci, jeśli się ktoś nie narodzi z wody i z Ducha, nie może wejść do królestwa Bożego (J 3,3-6 BT)
3. Jezus Chrystus, po swojej męce, śmierci i zmartwychwstaniu przekazał Kościołowi władzę chrzczenia: Idźcie więc i nauczajcie wszystkie narody, udzielając im chrztu w imię Ojca i Syna, i Ducha Świętego (Mt 28,19, por. Mk 16,15-16).
4. Apostołowie głosili i udzielali chrztu po Zesłaniu Ducha Świętego: Nawróćcie się – powiedział do nich Piotr – i niech każdy z was ochrzci się w imię Jezusa Chrystusa na odpuszczenie grzechów waszych, a weźmiecie w darze Ducha Świętego (Dz 2,38; por. Dz 10,47-48)[9].

Ewangelie Nowego Testamentu zawierają opis chrztu Jezusa Chrystusa. Dzieje Apostolskie wzmiankują także o chrztach:
- 3 tysięcy osób w Jerozolimie podczas Pięćdziesiątnicy[10],

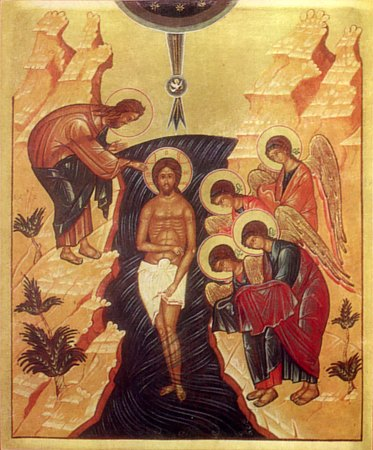
Chrzest Pański – ikona prawosławna

- mężczyzn i kobiet w Samarii[11],
- eunucha z Etiopii[12],
- apostoła Pawła[13],
- Korneliusza i jego domu[14],
- Lidii z Tiatyry i jej domu[15],
- stróża więziennego i jego domu[16],
- wielu Koryntian[17].

#### Chrzest Jezusa w Jordanie
Chrzest, którego udzielał Jan Chrzciciel nad Jordanem odróżniał się od tradycyjnych żydowskich obmyć rytualnych. Miał za to wiele wspólnych cech z praktykowanym w synagogach w I wieku chrztem prozelitów. Chrzest, przez który włączano dorosłych konwertytów w Lud Izraela, był ukierunkowany ku zewnętrznej, rytualnej czystości. Rozumiano jednak, że dzięki niemu przyjmujący judaizm podejmuje nowe, odmienne od dotychczasowego życie i staje się w stosunku do Prawa jak „nowonarodzone dziecko”. Wydaje się więc, że chrzest prozelitów stał za chrztem udzielanym przez Jana, który jednak był czymś unikalnym:
- Przed chrztem Janowym dokonywało się wyznanie grzechów (por. Mk 1,5), stąd jego celem nie była rytualna czystość nakazywana w Księdze Kapłańskiej, lecz czystość od grzechów.
- Jan nie chrzcił ludzi po to, by przyjąć ich do jakiejś nowej religijnej wspólnoty, lecz aby przygotować drogę Paruzji, przyjściu Mesjasza i królestwa Bożego
- W odróżnieniu od obmyć rytualnych, gdzie przychodzący do mykwy dokonuje samo-zanurzenia, w przypadku chrztu w Jordanie przystępujący byli zanurzani przez Jana. Był po raz pierwszy szafarzem, chrzcicielem, który udzielał tego chrztu[19].

Według tradycji, chrzest Jezusa odbył się w tym samym miejscu, co przeprawa Izraela przez Jordan pod wodzą Jozuego, gdy wchodzili do Ziemi obiecanej (por. Księga Jozuego 3,14-17). Ewangelia Łukasza po chrzcie Jezusa umieszcza jego genealogię, która cofa się aż do Adama, ukazując uniwersalne znaczenie misji Jezusa dla całej ludzkości. Jak zwrócił uwagę Benedykt XVI w książce Jezus z Nazaretu, w opisie tej ewangelii, Jezus przyjmuje chrzest modląc się (Łk 3,21), podobnie jak czynił to w innych ważnych momentach swej misji. Sens wejścia Jezusa do wód Jordanu okazał się w pełni dopiero po wydarzeniu krzyża. Było to wejście w śmierć, będącą skutkiem grzechów. Jezus uczynił to zamiast innych, biorąc na siebie konsekwencje zła, które uczynili. Jezus staje się Jonaszem, który kazał się wrzucić do morza (Jon, 1,12). Słowa o Baranku Bożym, są nawiązaniem do wizji Izajasza 53,7 i stanowią „dokonaną w kontekście teologii Krzyża interpretację chrztu Jezusa i jego zstąpienia w otchłań śmierci”.
Symboliczne są również otwarte niebiosa, proklamacja misji Jezusa, która bierze się z tego Kim jest – Synem Bożym, a nie z tego co robi. A także objawienie się Trójcy: Ojca, Syna i Ducha.

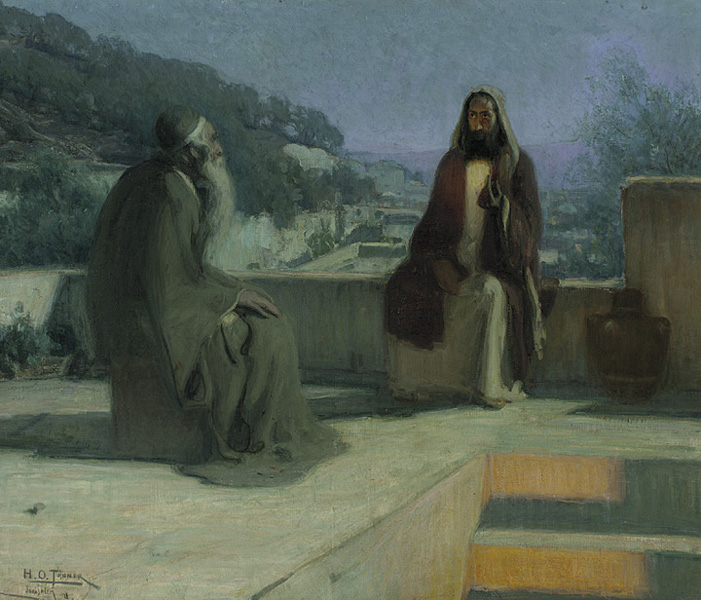
Jezus i Nikodem, olej na płótnie 1899 r., obraz Henry’ego Ossawa Tannera (1859–1937), w zbiorach Pennsylvania Academy of the Fine Arts.

#### Nauczanie Jezusa o chrzcie w czasie publicznej działalności
Jeden z ważniejszych fragmentów mówiących o nauczaniu Jezusa w czasie jego publicznej działalności na temat chrztu znajduje się w Ewangelii Jana, w rozmowie z faryzeuszem Nikodemem: 3,1-21. Fragment ten następuje po opisie przemiany wody w wino w Kanie galilejskiej (J 2,1-11) i po oczyszczeniu Świątyni (J 2,13-22). Były to dwa znaki zapowiadające nowy kult mesjański. Zaraz po nich Ewangelia jakby przedstawia kandydatów do przyjęcia głoszonej przez Jezusa wiary. Jednym z nich był właśnie Nikodem, jeden z faryzeuszów, dostojnik żydowski, rabin (por. J 3,10). Był członkiem Sanhedrynu czyli Wysokiej Rady (por. Łk 23,13.35; 24,20; Dz 3,17). W rozmowie z Nikodemem Jezus starał się pomóc mu wznieść się na wyższą płaszczyznę rozumienia spraw Bożych. Mówił o konieczności powtórnego narodzenia „z góry” (gr. anothen), niezbędnego, by ujrzeć królestwo Boże i wejść do niego. Według Jezusa jest to możliwe dzięki chrztowi, który Jezus określił jako narodzenie się nie „z ciała”, lecz „z wody i Ducha” (w. 3,5). Sprawcą tych nowych narodzin jest Duch Święty, mocniej zaakcentowany przez Jezusa niż woda. Jak zauważył Augustyn Jankowski OSB „dwuznaczność przysłówka anothen połączyła tutaj w sposób nowy Boskie pochodzenie Syna Bożego – Logosa – sprzed Wcielenia, znane z Prologu (1,1.18), ze skutkiem chrztu sakramentalnego, tam zaledwie zarysowanym ogólnikowo i w ogóle bez wzmianki o Duchu Świętym (1,12n)”. W rozmowie zestawione zostaje naturalne wydarzenie narodzenia z łona matki i odrodzenie sakramentalne w chrzcie, narodziny „z wody i z Ducha” (J 3,5). Mimo trudności Nikodema z uchwyceniem sensu słów Jezusa o narodzinach z wysoka przez chrzest, nocna rozmowa z tym jednym z duchowych przywódców Izraela okazała się owocna. Nikodem w wieczór pogrzebu Jezusa pojawił się wraz z drugim członkiem Sanhedrynu Józefem z Arymatei. Okazał się niezwykle hojnym, przyniósł bowiem kilkadziesiąt, według opisu Ewangelii, od 20 do 70 kilogramów sproszkowanych wonności (J 19,39n).

#### Chrzcielny nakaz Jezusa po zmartwychwstaniu
Istotnym etapem w rozwoju nauczania Nowego Testamentu o chrzcie jest polecenie Jezusa Chrystusa dane uczniom już po Jego śmierci i zmartwychwstaniu, a przed wniebowstąpieniem. Ewangelia Mateusza, podaje słowa Jezusa następująco :

Wtedy Jezus podszedł do nich i przemówił tymi słowami: Dana Mi jest wszelka władza w niebie i na ziemi. Idźcie więc i nauczajcie wszystkie narody, udzielając im chrztu w imię Ojca i Syna, i Ducha Świętego. Uczcie je zachowywać wszystko, co wam przykazałem. A oto Ja jestem z wami przez wszystkie dni, aż do skończenia świata (Mt 28,18-20, por. Mk 16,15-18; Łk 24,44-48).

Redakcja słów Jezusa o nauczaniu wszystkich narodów i chrzczeniu ich, zwłaszcza sformułowanie trynitarne może być śladem formuły liturgicznej używanej w Kościele apostolskim przy udzielaniu chrztu w czasie, kiedy Ewangelia Mateusza była spisywana, czyli po roku 70. Może też mieć korzenie w apokaliptycznej triadzie: Boga, Syna Człowieczego lub Wybranego, oraz Anioła z wizji Daniela 7, Ezechiela 1 (por. 1 Enoch 14). Uczeni zwracają uwagę, np. Burkhard Neunheuser i Rudolf Schnackenburg, że zarówno w Dziejach Apostolskich, jak i u św. Pawła, występuje formuła chrztu w „imię Jezusa”. Wskazują jednocześnie, że zawsze rozumiano związek chrztu także z Ojcem, który posłał Jezusa, i z Duchem, którego Ojciec posyła w imię Jezusa, (por. 1 Kor 1,13; Dz 1,5; 2,38). O elastyczności co do formuły chrzcielnej świadczy tekst Didache, starszy od niektórych najmłodszych ksiąg Nowego Testamentu, który używa na przemian obydwóch formuł, trynitarnej i w imię Jezusa.

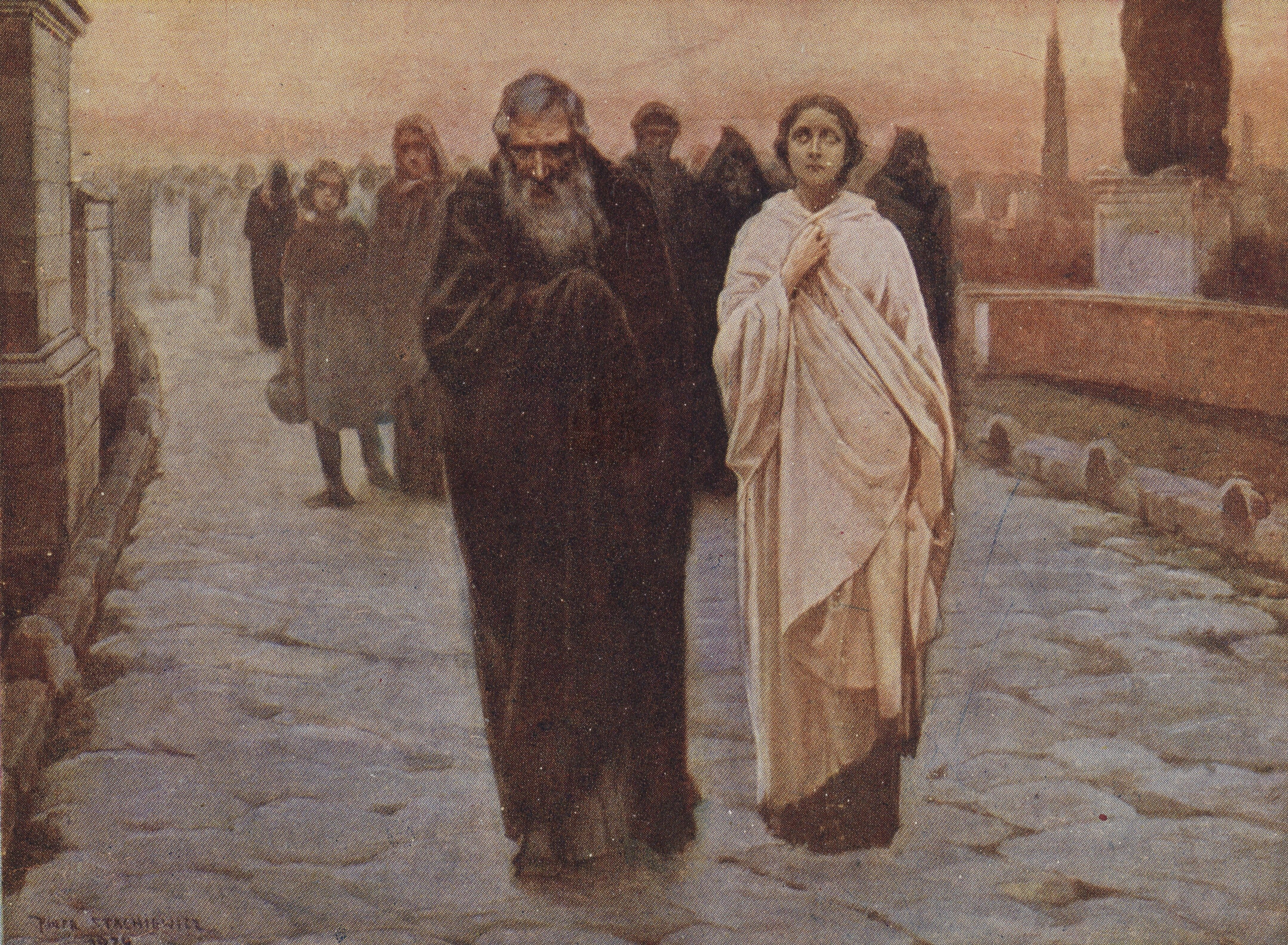
Św. Piotr w Rzymie z Ligią, ilustracja do Quo vadis (Piotr Stachiewicz, 1938 r.)

#### Chrzest w nauczaniu Listu św. Piotra
Piotr Apostoł nauczał na temat chrztu w swym Pierwszym Liście.
Duchowych skutków tego obrzędu dotyczą szczególnie dwa fragmenty:

Niech będzie błogosławiony Bóg i Ojciec Pana naszego Jezusa Chrystusa. On w swoim wielkim miłosierdziu przez powstanie z martwych Jezusa Chrystusa na nowo zrodził nas do żywej nadziei: do dziedzictwa niezniszczalnego i niepokalanego, i niewiędnącego, które jest zachowane dla was w niebie. Wy bowiem jesteście przez wiarę strzeżeni mocą Bożą dla zbawienia, gotowego objawić się w czasie ostatecznym.(...) Jesteście bowiem ponownie do życia powołani nie z ginącego nasienia, ale z niezniszczalnego, dzięki słowu Boga, które jest żywe i trwa (1 P 1,3-5 oraz 23).

Niektórzy uczeni, jak P. Boisnard czy Carlo Rocchetta, zwrócili uwagę, że można tu dostrzec inspirację katechezami mistagogicznymi głoszonymi do neofitów, nowo-ochrzczonych. Według Burkharda Neunheusera, nauczanie o nowym życiu chrześcijan dokonującym się w zmartwychwstałym Jezusie, chociaż nie wymienia chrztu z nazwy, jednak nabiera pełnego znaczenia jedynie w powiązaniu z tym wydarzeniem. W wersie 2,2 Piotr mówi o swych adresatach jako o „niedawno narodzonych niemowlętach” (gr. αρτιγέννητα). Są oni jak „żywe kamienie... budowani jako duchowa świątynia”, wezwani by być „wybranym plemieniem, królewskim kapłaństwem, narodem świętym, ludem [Bogu] na własność przeznaczonym”. Bóg ich wezwał „z ciemności do przedziwnego swojego światła” (w. 2,5 i 9).
Chrzest jest wymieniony przez apostoła w dalszym ciągu Listu, w trzecim rozdziale. Piotr ukazał tam znaczenie zbawcze chrztu zapowiedzianego przez arkę Noego ratującą przed śmiercionośnym potopem:

...Za dni Noego cierpliwość Boża oczekiwała, a budowana była arka, w której niewielu, to jest osiem dusz, zostało uratowanych przez wodę. Teraz również zgodnie z tym wzorem ratuje was ona we chrzcie (dosł. ...uratowanych przez wodę, i /przez/ którą was /jako/ odbicie teraz zbawia chrzest, gr. διεσώθησαν δι΄ύδατος. ο και υμας αντίτυπον νυν σώζει βάπτισμα), nie przez obmycie brudu cielesnego, ale przez zwróconą do Boga prośbę o dobre sumienie, dzięki zmartwychwstaniu Jezusa Chrystusa (1 P 3,20-21, Biblia Tysiąclecia).

Uratowanie, zbawienie „ośmiu dusz” z wód potopu za pomocą arki było typem, figurą, proroczą zapowiedzią chrztu – anty-typu, „odbicia”, doskonałego obrazu wód i zbawiennej łodzi. Jak zauważył Stanisław Hałas SCJ, przesłaniem tego fragmentu jest to, że „zbawienie eschatologiczne, które dokonuje się przez wodę chrztu, jest... analogiczne do zbawienia protologicznego z czasów potopu”.
Autor ten zwrócił uwagę na zadziwiająco pozytywnie ukazaną rolę wód potopu, które przecież unicestwiły ludzi na ziemi. Woda jest ukazana jako zbawienie dla tych, którym Bóg był życzliwy. Jak opowiada Księga Rodzaju, Niegodziwość ludzkości była tak wielka, że Bóg „pożałował, że stworzył ludzi na ziemi i zasmucił się” (Rdz 6,6). Rzeczywiście, woda była środkiem zgładzenia grzesznego świata, ale równocześnie na swych falach uniosła arkę wraz z Noem, jego rodziną i zwierzętami. Takie niszczące działanie wody dla jednych, niegodziwych, a pozytywne dla innych sprawiedliwych, ukazane zostało także w Księdze Mądrości: krwista, brudna, niezdatna do picia woda Nilu dla Egipcjan przeciwstawiona jest tam obfitej, czystej wodzie ze skały dla Izraela (por. Mdr 11, 6–14). Również wody Morza Czerwonego, rozstępując się, dla Izraela okazały się pomocne, Egipcjanom zaś zgotowały śmierć (por. Wj 15,1–13).
„Osiem dusz” wybawionych przez wodę od zagłady potopu jest w Liście Piotra symbolem małej liczby dusz, w kontraście do wielkiej liczby zbawionej przez chrzest. Później, w egzegezie patrystycznej liczba osiem stanie się symbolem doskonałości, poprzez nawiązanie do ósmego dnia, z którym przychodzi doskonała, spełniona rzeczywistość nowego stworzenia w zmartwychwstaniu. Stąd oktagonalny (ośmiokątny) kształt baptysteriów w pierwszych wiekach Kościoła będzie bezpośrednim nawiązaniem do symboliki arki Noego.
Słowo figura, typ (gr. τύπος) to swego rodzaju techniczne biblijne określenie wydarzeń i obrzędów Starego Testamentu będących duchową zapowiedzią wydarzeń Nowego Testamentu. Tak jak w następującym fragmencie 1 Listu do Koryntian 10,1–6:

Nie chciałbym, bracia, żebyście nie wiedzieli, że nasi ojcowie wszyscy, co prawda, zostawali pod obłokiem, wszyscy przeszli przez morze, i wszyscy byli ochrzczeni w [imię] Mojżesza, w obłoku i w morzu; wszyscy też spożywali ten sam pokarm duchowy i pili ten sam duchowy napój. Pili zaś z towarzyszącej im duchowej skały, a ta skała – to był Chrystus. Lecz w większości z nich nie upodobał sobie Bóg; polegli bowiem na pustyni. Stało się zaś to wszystko, by mogło posłużyć za przykład dla nas (dosł. Te wszystkie wydarzenia stały się naszymi typami, gr. Ταυτα δε τύποι ημων εγενήθησαν), abyśmy nie pożądali złego, tak jak oni pożądali.

Jak zauważył Neunheuser, konsekwentni protestanccy teolodzy mają problem z interpretacją wersu 3,21 Pierwszego Listu Piotra mówiącego o zbawieniu przez chrzest. Zgodnie z podstawową zasadą ich tradycji teologicznej zbawia bowiem „sama wiara” – „sola fides”. Dlatego rzeczywistości takie, jak chrzest, są dla nich jedynie znakami, które mają wzbudzić wiarę. Markus Barth, szwajcarski teolog tradycji kalwińskiej, interpretując słowa z w. 3,21 „teraz chrzest was zbawia” (gr. υμας... νυν σώζει βάπτισμα), przekonywał, że chrzest jest jedynie modlitwą, dzięki której człowiek rozpoczyna w swym życiu dobre postępowanie, które jest potwierdzeniem i urzeczywistnieniem wiary i obietnic Bożych. Według tego autora, Piotr przestrzega, aby chrześcijanie „nie żywili wiary w chrzest zamiast pokładania swej ufności w Duchu Świętym... Chrześcijanie mają wiedzieć, że jedynie Duch Święty... uświęca, a ich zbawienie jest zagwarantowane przez zmartwychwstanie Chrystusa, nie zaś przez akty kultu...”. Katoliccy egzegeci rozumieją natomiast, że mówiąc o „chrzcie, który zbawia” na podobieństwo arki zbawiającej od wód potopu, apostoł Piotr uznał akt przyjęcia chrztu za wydarzenie zbawcze. A więc osobę przyjmującą chrzest z wiarą zbawia nie tylko sama ta wiara, ale także uczestnictwo w tym obrzędzie, dzięki zbawczej mocy Ducha Świętego działającej w nim.

#### Chrzest w nauczaniu Pawła Apostoła
Aby zrozumieć teologię chrztu Pawła z Tarsu, wpierw należy poznać podstawowe, charakterystyczne idee jego nauczania, będące kontekstem refleksji chrzcielnej apostoła. Pomoże to lepiej zrozumieć siedem podstawowych znaczeń-obrazów chrztu w jego refleksji. Chrzest bowiem to dla Apostoła Narodów:
1. Kąpiel oczyszczenia
2. Kąpiel odrodzenia
3. Przypisanie do Chrystusa
4. Włączenie w Ciało Chrystusa
5. Nowe obrzezanie w Chrystusie
6. Przyobleczenie się w Chrystusa
7. Wydarzenie zbawcze[33]

Jak zauważył Rudolf Schnackenburg, podstawowym pragnieniem Pawła, które naznaczyło wszystko co mówił i robił, było doprowadzenie ludzi do spotkania realnego i żywego Chrystusa i do utworzenia z Nim żywej więzi: „Oto ponownie w bólach was rodzę, aż Chrystus w was się ukształtuje” (Ga 4,19).

##### Główne tematy nauczania Pawła jako kontekst teologii chrztu
W centrum apostolskiego przesłania Pawła było głoszenie tego, co można określić jako wydarzenie Chrystusa. Wpisywało się ono w pierwotny kerygmat Kościoła: Jezus umarł, został pochowany i powstał z martwych zgodnie z Pismem (1 Kor 15,3n). Fundamentem jego Chrystologii była kenoza, ogołocenie Osoby Jezusa Chrystusa, pre-egzystującego jako Słowo-Logos Ojca, a następnie wywyższenie (Phil 2. 4-11). Ponownie przyjdzie jako uwielbiony i zwycięski Kyrios, podporządkuje sobie wszystkie siły wrogie Bogu, a na koniec „przekaże królowanie Bogu i Ojcu” (1 Kor 15, 24–28).
Nauczanie Pawła o Chrystusie jest ześrodkowane wokół tematu zbawienia, jest soteriologiczne. Celem odwiecznego Syna Bożego Jezusa Chrystusa i jego zstąpienia było wybawienie ludzi od wiecznej zatraty:

Cóż więc na to powiemy? Jeżeli Bóg z nami, któż przeciwko nam? On, który nawet własnego Syna nie oszczędził, ale Go za nas wszystkich wydał, jakże miałby wraz z Nim i wszystkiego nam nie darować? (Rz 8,31–32).

Dlatego uwaga Pawła była skupiona na ukrzyżowaniu i jego głębokim znaczeniu, zgodnie z planem Bożej Mądrości, polegającym na tym, aby wyzwolić ludzi zasadniczo od trzech rzeczywistości: mocy grzechu i śmierci, Prawa, które je pobudza, oraz życia według ciała (gr. sarks). Doprowadzając do końca to wyzwolenie przez swe zmartwychwstanie, Chrystus stał się odnowicielem całego wszechświata – niegdyś stworzonego przez niego, następnie naznaczonego śmiercionośnymi skutkami grzechu Adama i Ewy – i odkupicielem całej ludzkości. Jako Nowy Adam, pierworodny z nowego stworzenia stał się Głową tej nowej ludzkości (Rz 5,12–21), założycielem nowego rodzaju ludzkiego, uformowanego w jedno ciało. Wiara – kontrastująca z żydowską zasadą Prawa – jest formułą jedności (Ef 4,4-6). Chrzest zaś konkretnym widzialnym sposobem włączenia w tę jedność.
Schnackenburg zwrócił uwagę, że „jako podstawa dla teologii chrztu, paralela Adam-Chrystus nabiera najwyższej wagi, ponieważ dzięki niej można wytłumaczyć jak zbawienie uzyskane przez jednego człowieka, Jezusa Chrystusa, może z zasady mieć dobroczynne znaczenie dla wielu”.(...) To że grzech Adama mógł mieć tak nieszczęsne skutki i że wszyscy umarli w nim (1 Kor 15, 22) jest odbiciem sposobu myślenia, dla którego starożytne poglądy o solidarności naturalnych grup społecznych jak rodzina, plemię, naród były decydujące”. W tej perspektywie Paweł nadaje obrzędowi chrztu tę rolę – i jest to jego oryginalny wkład w myśl biblijną – którą miało w Izraelu obrzezanie jako akt przyjęcia do ludu Bożego. Mówi o chrzcie jako o „Chrystusowym obrzezaniu” (gr. η περιτομή του Χριστου, Kol 2:11). Paweł mówił także o „przyobleczeniu Chrystusa” (Ga 3,27; Kol 3,9–10). Chrzcielna teologia Pawła ma swój punkt kulminacyjny w nauczaniu o umieraniu i zmartwychwstaniu z Chrystusem osoby przeżywającej chrzest (por. Rz 6,1–2). Chrzest jest włączeniem całego życia człowieka w zbawcze wydarzenie Chrystusa. Jest początkiem całej drogi życiowej polegającym na współpogrzebaniu z Nim. Na tej drodze stopniowo ma się wytworzyć więź z Chrystusem, gdyż widzie ona przez wszystkie etapy itinerarium Jezusa, aż do chwalebnego zwieńczenia w królestwie Bożym.

##### Chrzest jako kąpiel oczyszczenia i odrodzenia
Paweł pisał o chrzcie jako o kąpieli oczyszczającej z grzechów w 1. Liście do Koryntian 6,11:

Czyż nie wiecie, że niesprawiedliwi nie posiądą królestwa Bożego? Nie łudźcie się! Ani rozpustnicy, ani bałwochwalcy, ani cudzołożnicy, ani rozwiąźli, ani mężczyźni współżyjący ze sobą, ani złodzieje, ani chciwi, ani pijacy, ani oszczercy, ani zdziercy nie odziedziczą królestwa Bożego. A takimi byli niektórzy z was. Lecz zostaliście obmyci (gr. απολούεσθαι), uświęceni i usprawiedliwieni w imię Pana naszego, Jezusa Chrystusa i przez Ducha Boga naszego! (1 Kor 6,9-11 BT)

W obrazie obmycia Paweł jest wierny teologii chrzcielnej wczesnego, pierwotnego Kościoła. Chrzest rozumie jako uświęcające i usprawiedliwiające obmycie z grzechów (1 Kor. 6:11). Dotyczy ono nie tylko poszczególnych chrześcijan, ale Kościoła jako całości. Jak pisał w Liście do Efezjan, kąpieli tej, jako dziewicza oblubienica Chrystusa, doznała cała wspólnota wierzących (Ef 5,26).
Obraz kąpieli (gr. λουτρόν) ma u Pawła jeszcze inne znaczenie – powoduje odrodzenie i odnowienie. W Liście do Tytusa napisał:

Gdy zaś ukazała się dobroć i miłość Zbawiciela naszego, Boga, do ludzi, nie ze względu na sprawiedliwe uczynki, jakie spełniliśmy, lecz z miłosierdzia swego zbawił nas przez obmycie odradzające i odnawiające w Duchu Świętym, którego wylał na nas obficie przez Jezusa Chrystusa, Zbawiciela naszego, abyśmy usprawiedliwieni Jego łaską stali się w nadziei dziedzicami życia wiecznego. (Tt 3,4-7 BT)

„Obmycie odrodzenia i odnowy Ducha Świętego” (gr. λουτρόν παλιγγενεσίας καί ανακαινώσεως πνεύματος αγιου). Odrodzenie jest działaniem stwórczym, w przeciwieństwie do niszczenia (gr. διαφθείρειν) człowieka zewnętrznego, o którym mówił apostoł w 2. Liście do Koryntian 4,16. Jest to coś zbliżonego do przemiany przez odnawianie umysłu, o której mowa w Liście do Rzymian 12,2. Dokonuje jej stwórczy Duch Święty. O odrodzeniu (gr. παλιγγενεσία) mowa jest w Nowym Testamencie nie tylko u Pawła, również Ewangelia Mateusza 19:28 mówi o eschotologiczno-kosmicznym odrodzeniu. Jego określenie jest pokrewne apokaliptyce, oznacza ono nowe stworzenie świata w przyszłym wieku. Odniesienie zastosowane przez Pawła w Tt 3,5 w odniesieniu do odkupienia jednostki jest czymś szczególnym.

##### Przypisanie do Chrystusa i włączenie w Ciało Chrystusa
Dla Pawła chrzest jest związany z imieniem Jezusa i przypisuje daną osobę do wspólnoty Kościoła, której Jezus jest głową. Można to dostrzec we fragmencie jego 1. Listu do Koryntian, w którym mówi on o podziałach w kościele w Koryncie:

Przeto upominam was, bracia, w imię Pana naszego, Jezusa Chrystusa, abyście żyli w zgodzie i by nie było wśród was rozłamów; abyście byli jednego ducha i jednej myśli. Doniesiono mi bowiem o was, bracia moi, przez ludzi Chloe, że zdarzają się między wami spory. Myślę o tym, co każdy z was mówi: Ja jestem od Pawła, a ja od Apollosa; ja jestem Kefasa, a ja Chrystusa. Czyż Chrystus jest podzielony? Czyż Paweł został za was ukrzyżowany? Czyż w imię Pawła zostaliście ochrzczeni? Dziękuję Bogu, że prócz Kryspusa i Gajusa nikogo z was nie ochrzciłem. Nikt przeto nie może powiedzieć, że w imię moje został ochrzczony. (1 Kor 1,10–15 BT)

Wyrażenie chrzcić w imię Chrystusa nie jest tu wprost użyte, ale należy je wyczytać z kontekstu, w którym Paweł zaprzecza, by ktokolwiek był ochrzczony w imię Apostoła. Mowa tu o przynależności do wspólnoty wszystkich tych, którzy zostali ochrzczeni w to samo imię. Znaczenie pozytywne trzech retorycznych pytań Pawła można sformułować w następujący sposób:
1. Chrystus jest niepodzielony i niepodzielny
2. Jedynie Chrystus umarł za was i dlatego jedynie do niego należycie (por. 1 Kor 3,23, 6,19; 2 Kor 10,7).
3. Zostaliście ochrzczeni w imię Chrystusa (a nie w imię kogoś innego).

Według Schnackenburga, formuła «w imię» (gr. εις το όνωμα) powiązana ze słowem «chrzcić» musiała zostać wzięta z języka szkoły rabinicznej jako tłumaczenie hebrajskiego słowa «le-shem» (Imię). Wypowiedzenie imienia wskazywało cel obmycia. Wers 13b przywołuje głębszy kontekst tego obmycia: „Czy Paweł został za was ukrzyżowany?”. Chrystus umarł za Koryntian, nabył ich dla siebie i we chrzcie zostali związani z nim. Z innych fragmentów można zrozumieć, że Paweł rozumie jedność (gr. koinonia) ochrzczonych z Chrystusem jako rzeczywistą, duchową i osobistą, ustanowioną przez boskie πνευμα (por. Ga 3,27, 1 Kor 12,13). W samym tym wyrażeniu z wersu 13b nie można się jednak doszukiwać zbyt mistycznego sensu, bliższa jest tu interpretacja jurydyczna.
W dwunastym rozdziale tegoż Listu Paweł mówił o chrzcie w odniesieniu do Ducha Świętego, wskazując, że sakrament włącza ochrzczonego w ciało Kościoła – ciało Chrystusa:

Podobnie jak jedno jest ciało, choć składa się z wielu członków, a wszystkie członki ciała, mimo iż są liczne, stanowią jedno ciało, tak też jest i z Chrystusem. Wszyscy bowiem w jednym Duchu zostaliśmy ochrzczeni, aby stanowić jedno Ciało: czy to Żydzi, czy Grecy, czy to niewolnicy, czy wolni. Wszyscy też zostaliśmy napojeni jednym Duchem (1 Kor 12,12-13 BT).

Chrześcijanie są zatem chrzczeni nie tylko „w Chrystusa” (gr. εις Χριστόν), ale też „w jednym Duchu w jedno ciało” (gr. εις εν σώμα) (w. 13, por. w.27). Duch udziela charyzmatów członkom ciała według tego jak on sam chce, zgodnie z rozporządzeniem Pana.

##### Chrzest jako nowa duchowa forma obrzezania i przyobleczenia Chrystusa
Paweł widział rolę obrzędu chrztu analogiczną do tej, którą miało w Izraelu obrzezanie. W Starym Przymierzu było ono rytem inicjacji, przyjęciem do ludu Izraela, duchowego potomstwa Abrahama, który zawarł przymierze z Bogiem (por. Rdz 17,9–14). Połączenie z imieniem Chrystusa w dopełniaczu zdaje się wskazywać, że sam apostoł ukuł to wyrażenie. Chrzest jako nowe, „Chrystusowe obrzezanie” (Kol 2:11) jest zjednoczeniem z Chrystusem Głową i pozbyciem się życia «według ciała», życia pod dyktando ciała opanowanego przez grzech (gr. σαρξ):

Baczcie, aby ktoś was nie zagarnął w niewolę przez tę filozofię będącą wierutnym oszustwem, opartą na ludzkiej tylko tradycji, na żywiołach świata, a nie na Chrystusie. W Nim bowiem mieszka cała Pełnia: Bóstwo na sposób ciała, a zostaliście napełnieni w Nim, który jest Głową wszelkiej Zwierzchności i Władzy. I w Nim też otrzymaliście obrzezanie, nie z ręki ludzkiej, lecz Chrystusowe obrzezanie, polegające na zupełnym wyzbyciu się grzesznego ciała (dosł. ciałο cielesne, gr. το σώμα της σαρκός), jako razem z Nim pogrzebani w chrzcie, w którym też razem zostaliście wskrzeszeni przez wiarę w moc Boga, który Go wskrzesił. I was, umarłych na skutek występków i nieobrzezania waszego grzesznego ciała, razem z Nim przywrócił do życia. Darował nam wszystkie występki, skreślił zapis dłużny, przygniatający nas nakazami. To właśnie, co było naszym przeciwnikiem, usunął z drogi, przygwoździwszy do krzyża. Dzięki Niemu po rozbrojeniu Zwierzchności i Władz jawnie wystawił [je] na pokaz, powiódłszy je w triumfalnym pochodzie (Kol 2,8–15 BT).

Paweł mówi tu o zrzuceniu z siebie we chrzcie „ciała cielesnego” (gr. το σώμα της σαρκός) na podobieństwo wyzbycia się napletka w obrzezaniu, poprzez pogrzebanie go we chrzcie (por. Kol 2,11). Symbolika chrztu jako obrzezania niesie więc te dwa wymiary: inicjacji we wspólnotę Kościoła jako Nowego Izraela, wspólnotę wiary w Chrystusie i porzucenie pogańskiego życia, hołdującego uczynkom ciała. W kontekście chrztu Paweł w Liście do Galatów mówi także o przyobleczeniu Chrystusa:

Wszyscy bowiem przez wiarę jesteście synami Bożymi – w Chrystusie Jezusie. Bo wy wszyscy, którzy zostaliście ochrzczeni w Chrystusie, przyoblekliście się w Chrystusa. Nie ma już Żyda ani poganina, nie ma już niewolnika ani człowieka wolnego, nie ma już mężczyzny ani kobiety, wszyscy bowiem jesteście kimś jednym w Chrystusie Jezusie. Jeżeli zaś należycie do Chrystusa, to jesteście też potomstwem Abrahama, dziedzicami zgodnie z obietnicą (Ga 3,26-28 BT)

Paweł mówi o jedności wszystkich ochrzczonych, którzy przez wiarę i zjednoczenie z Chrystusem stają się prawdziwym potomstwem Abrahama. Paweł ujawnił tu swą dużą umiejętność myślenia obrazami.

##### Chrzest jako wydarzenie zbawcze
Teologia chrztu Pawła Apostoła znalazła swój najwyższy wyraz, gdy mówił o chrzcie jako o uczestnictwie w Chrystusowym misterium paschalnym, w jego śmierci i zmartwychwstaniu. Chodzi tu o współuczestnictwo w dziele zbawczym Chrystusa. Mówi o tym szósty rozdział Listu do Rzymian:

Czyż nie wiadomo wam, że my wszyscy, którzy otrzymaliśmy chrzest zanurzający w Chrystusa Jezusa, zostaliśmy zanurzeni w Jego śmierć? Zatem przez chrzest zanurzający nas w śmierć zostaliśmy razem z Nim pogrzebani po to, abyśmy i my postępowali w nowym życiu jak Chrystus powstał z martwych dzięki chwale Ojca. Jeżeli bowiem przez śmierć, podobną do Jego śmierci, zostaliśmy [z Nim złączeni w jedno] (dosłownie: zrośnięci gr. σύμφυτοι), to tak samo będziemy z Nim złączeni w jedno przez podobne zmartwychwstanie. To wiedzcie, że dla zniszczenia ciała grzesznego dawny nasz człowiek został z Nim współukrzyżowany po to, byśmy już dłużej nie byli w niewoli grzechu. Kto bowiem umarł, został wyzwolony z grzechu. Otóż, jeżeli umarliśmy razem z Chrystusem, wierzymy, że z Nim również żyć będziemy, wiedząc, że Chrystus, powstawszy z martwych, już więcej nie umiera, śmierć nad Nim nie ma już władzy. Bo to, że umarł, umarł dla grzechu tylko raz, a że żyje, żyje dla Boga. Tak i wy rozumiejcie, że umarliście dla grzechu, żyjecie zaś dla Boga w Chrystusie Jezusie (Rz 6,3-11)

Paweł wielokrotnie użył dwuczłonowych słów zaczynających się od słowa «współ-» (gr. συν), „razem z Nim”: współ-pogrzebani (συνετάφημεν, w.4), współ-zrośnięci (σύμφυτοι, w.5), współ-ukrzyżowani (συνεσταυρωθη, w.6), współ-umarli z Chrystusem (απεθάνομην συν Χριστω, w.8), żyjący wspólnie z Chrystusem (συνζήσομεν, w.8). Istotnym słowem jest też «na podobieństwo» (gr. ομοίωμα, w.5), spotykane także w innych tekstach Nowego Testamentu: Rz 1, 23; 5, 14; 6, 5; 8,3; Flp 2. 7; Ap 9,7. Ma ono korzenie w żydowskiej mentalności Starego Testamentu, należałoby je tłumaczyć jako «forma». Śmierć Chrystusa staje się «formą», z którą ochrzczony zostaje związany przez chrzest. Następnie oczywiście wiąże się także z «formą» jego zmartwychwstania. Nie oznacza więc kultycznego symbolu, w rozumieniu teologii misteryjnej dom Odona Casela, gdyż treść tego terminu wybiega poza widzialne granice obrzędu. Życie w zmartwychwstaniu zgodnie z «formą» zmartwychwstania Chrystusa jest kontynuowane jako wieczne złączenie ze śmiercią i zmartwychwstaniem Chrystusa, które dokonuje się na płaszczyznach etycznej, mistycznej i eschatologicznej. W ten sposób ochrzczeni przez całe swe życie pozostają w nieustannym zjednoczeniu z «formą» Chrystusowej śmierci (gr. σύμφυτοι γεγόναμεν).
Dzięki uczestnictwu w sakramencie chrztu, wydarzenia paschalne Chrystusa, które historycznie znajdują się w przeszłości nabierają bezpośredniego znaczenia dla osiągnięcia zbawienia przez chrześcijanina w czasie teraźniejszym. Dla Pawła, jak pokazują wszystkie istotne fragmenty, chrzest jest ściśle powiązany ze zbawieniem, jest środkiem zbawienia w najszerszym ujęciu, jest podstawowym środkiem wybawienia w nowo testamentalnym czasie zbawienia, który zapowiadały starotestamentalne typy, figury chrztu.

## Chrzest w pierwszych wiekach Kościoła
Zdaniem Ferdinanda Hahna chrzest dokonywany we wspólnocie wczesnochrześcijańskiej miał swoje wzór i źródło w chrzcie dokonywanym przez Jana Chrzciciela, a w szczególności chrzcie przyjętym przez Jezusa. Z chrztem Janowym łączyły go orientacja eschatologiczna, wezwanie do nawrócenia, jednorazowość i dokonywania przez chrzciciela. Dodatkowo chrzest był dokonywany „w imię Jezusa”, co wyrażało przynależność do Jezusa, zobowiązanie do naśladowania go i włączenie do wspólnoty zbawczej czasów ostatecznych, objętej działaniem Ducha Świętego. W gminach hellenistyczno-judeochrześcijańskich pojawiła się interpretacja chrztu jako włączenia w ciało Chrystusa, później przejęta przez apostoła Pawła.
Chrztu w pierwszych wiekach najchętniej udzielano w trakcie liturgii paschalnej Wielkiej Nocy. Choć np. w Edessie za czasów Efrema Syryjczyka (305–373) prawdopodobnie czyniono to przede wszystkim w uroczystość Epifanii, czyli Chrztu Pańskiego, o czym świadczą jego liczne hymny ułożone na to święto. Celebracja chrztu była zawsze poprzedzona przygotowaniem: kandydat do chrztu odpowiadał na trzy pytania dotyczące podstawy wiary, a następnie zanurzano go w wodzie. Wczesnochrześcijański traktat Pierwsza Apologia św. Justyna (ok. 100–165) jest świadkiem bardzo wczesnego sposobu przygotowania do chrztu i udzielania go:

...ci, którzy uwierzyli w prawdziwość naszej nauki i naszych wypowiedzi, ślubują, że zgodnie z nimi wieść będą życie. Wówczas uczymy ich, jak mają się modlić, jak pościć, jak prosić Boga o odpuszczenie dawniej popełnionych grzechów – przy czym sami także modlimy się i pościmy wraz z nimi. Następnie prowadzimy ich do miejsca, gdzie znajduje się woda i tam dostępują oni odrodzenia w taki sam sposób, w jaki myśmy go dostąpili, mianowicie zostają skąpani w wodzie w imię Boga Ojca i Pana wszechrzeczy, w imię Jezusa Chrystusa, Zbawiciela naszego, oraz w imię Ducha Świętego. (1 Apologia 65)

Już od początku, zanurzeniu w wodę towarzyszyły różne ryty pomocnicze jak namaszczenie olejem świętym, naznaczenie znakiem krzyża /(gr.) sfragis/, będącego pierwotnie hebrajską literą Tau – symbolem imienia Bożego (por. Ap 7,2; Ez 9,4). Następowało również nałożenie białej szaty. Czasem też nałożenie wieńca z zielonych liści oraz wypicie źródlanej wody chrzcielnej – symbolu Ducha Świętego. Potem następowała katecheza pochrzcielna, która była pierwowzorem katechez mistagogicznych z IV w. Przybierała ona formę homilii wielkanocnej, która w chrześcijańskiej celebracji paschalnej zastąpiła hagadę o wyzwoleniu Izraelitów z domu niewoli w Egipcie, stanowiącą centralny element celebracji żydowskiego sederu paschalnego. Po homilii następowała agapa, będąca kontynuacją drugiej, po hagadzie, części żydowskiego świętowania Paschy – uczty paschalnej. Następnie Justyn podaje, że nowo ochrzczeni prowadzeni byli na zebranie braci, gdzie po raz pierwszy uczestniczyli w Eucharystii.
Inne wczesne pisma, jak De Baptismo (O Chrzcie) Tertuliana (155–200), a szczególnie Tradycja Apostolska Hipolita Rzymskiego (II w.), dają możliwości poznania rozwoju liturgii chrzcielnej.
Stosunkowo prędko ukształtowało się przygotowanie do chrztu w formie katechumenatu, który zawierał dwa okresy przygotowań katechetycznego, duchowego i moralnego.
1. Pierwszy dłuższy okres przygotowania. W jego trakcie poddawano kandydata kilku skrutiniom, w których sprawdzano, jak zmieniają się jego mentalność i życie pod wpływem poznawania Chrystusa dzięki słuchaniu słowa Bożego i kerygmatycznych katechez. Na pewnym etapie katechumen wyrzekał się szatana, a po jakimś czasie składał publiczne wyznanie wiary (tzw. redditio symboli). św. Augustyn opisuje takie wyznanie wiary i poruszenie, jakie ono wywołało, znanego wówczas filozofa Mariusza Wiktoryna[50]. Zachowały się katechezy przedchrzcielne m.in. Cyryla Jerozolimskiego (315-386)[51], św. Jana Chryzostoma[52], Ambrożego z Mediolanu (339-397), De Mysteriis (O tajemnicach) oraz De Sacramentis (O sakramentach)[53], które biskup Mediolanu wygłosił ok. 388 r., oraz Augustyna z Hippony[54][55].
2. Bezpośrednie przygotowanie. Polegało ono na podjęciu postu i modlitwy, rozumianych jako egzorcyzm, w czasie bezpośrednio poprzedzającym noc paschalną, kiedy to celebrowano chrzest.

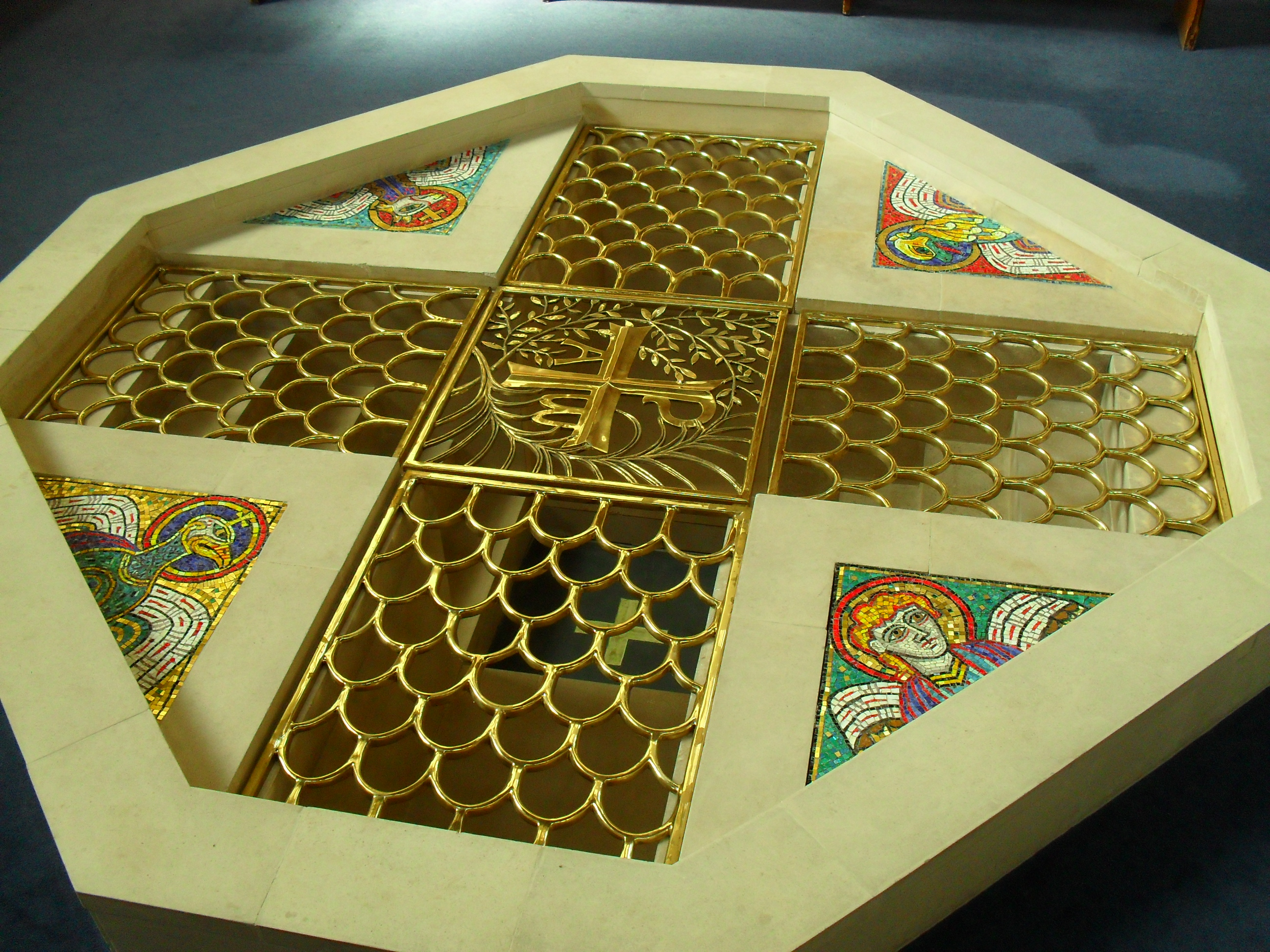
Współczesna sadzawka chrzcielna w stylu starochrześcijańskim, wykorzystywana do chrztu dzieci i dorosłych przez zanurzenie. Katolicka parafia Aniołów Stróżów w Londynie.

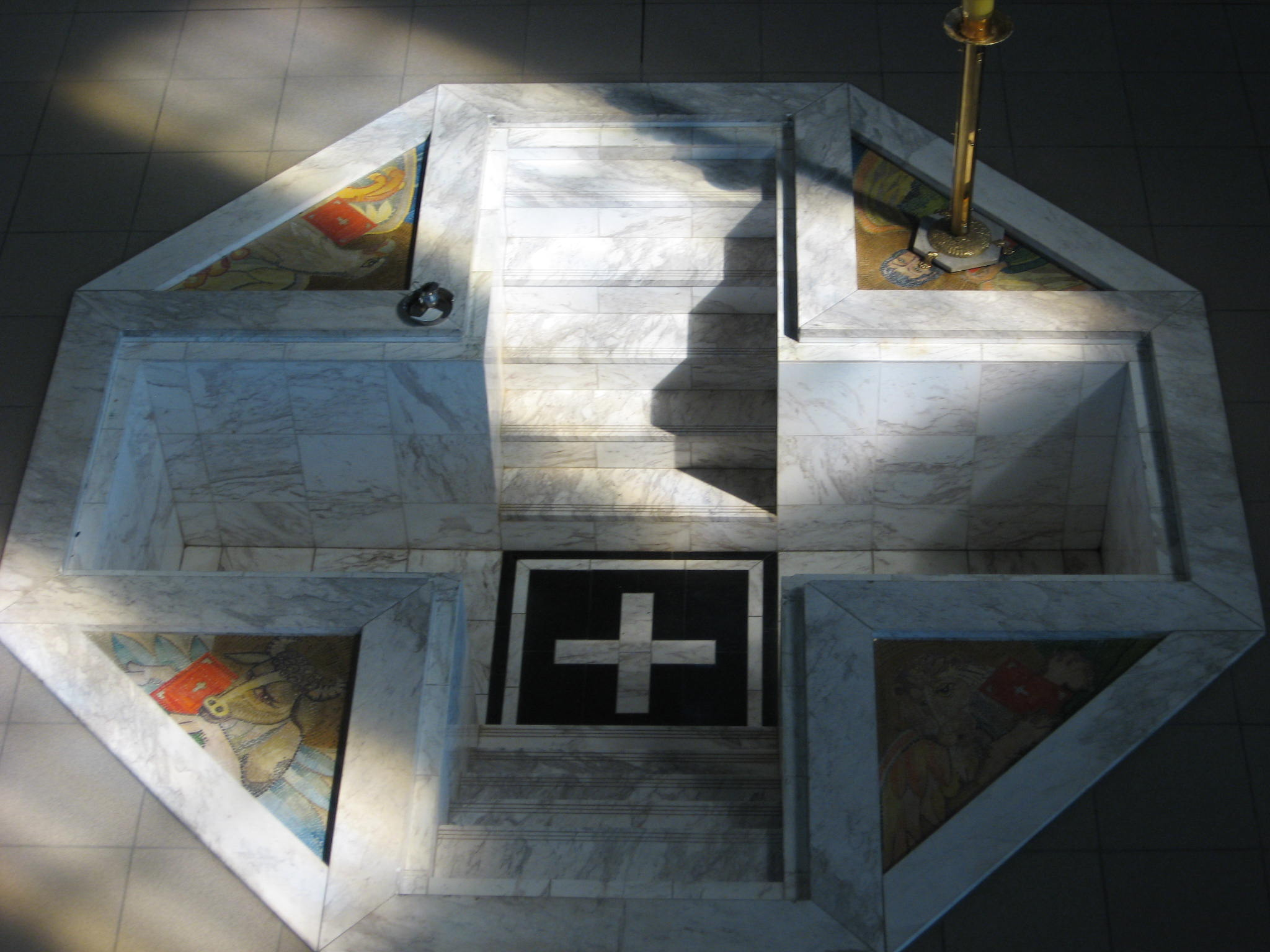
Sadzawka do udzielania chrztu przez zanurzenie w katolickim kościele Bł. Radzyma Gaudentego w Gnieźnie. Zbudowana dzięki inspiracji Drogi neokatechumenalnej.

Chrzest w pierwszym okresie zwykle dokonywał się w bieżącej wodzie przez zanurzenie.
Nieco później, gdy po edykcie mediolańskim zaczęto budować kościoły (domus ecclesiae), umieszczano w nich baptysteria w formie sadzawek lub baseników chrzcielnych ze stopniami, po których się schodziło do wody i wychodziło z niej – wystarczająco dużych, by można było zanurzyć w nich dorosłą osobę. Zanurzenia dokonywano trzykrotnie, wymawiając za każdym razem imię poszczególnych Osób Boskich: Ojca, Syna i Ducha Świętego. Świadectwa tej formuły trynitarnej widoczne są już u pierwszych Ojców apostolskich: np. w Liście Klemensa 58,2 czy u Ignacego Antiocheńskiego w Liście do Magnezjan 13,1.2. Po wyjściu z wody następowało namaszczenie i nałożenie rąk. Nowy chrześcijanin był odtąd dopuszczony do wspólnej liturgii, do pocałunku pokoju i do Eucharystii.

### Wyznanie wiary a ważność chrztu
W epoce patrystycznej przywiązywano ogromne znaczenie do poprawności Credo przy chrzcie. Właściwe, ortodoksyjne wyznanie wiary było bowiem uznawane za warunek ważności chrztu. Główną przeszkodą dla uznania chrztu był brak wezwania imienia Trójcy Świętej przy chrzcie.
Grzegorz z Nazjanzu nawiązując do poglądów ariańskich na temat Jezusa Chrystusa, którego zwolennicy Ariusza uważali za stworzenie a nie za współistotnego Ojcu, pisał:

Jeśli oddaję cześć stworzeniu, albo gdybym był ochrzczony w /imię/ stworzenia, nie dokonałoby się moje przebóstwienie, ani też nie przemieniłyby się moje pierwsze narodziny.

Na Soborze w Nicei (325) także od uczniów Pawła z Samosaty, kiedy chcieli wrócić do Kościoła powszechnego wymagano bezwarunkowego chrztu. Według świadectwa Atanazego z Aleksandrii, który był uczestnikiem Soboru, używali oni imienia Trójcy, bez myślenia o niej poprawnie. Podobnie odnoszono się na Soborze w Konstantynopolu (381) do neo-ariańskich uczniów Eunomiusza z Kyziku, montanistów oraz sabelian – wobec nieważności ich pierwszego chrztu, musieli odbyć obrzęd chrztu ponownie. Od tych zaś, którzy byli ochrzczeni z użyciem niezmienionej formuły zawierającej wezwanie Trójcy Świętej żądano jedynie, by wyrzekli się niezgodnych z wiarą Kościoła przekonań i namaszczano ich. Był to zwyczaj Kościoła Zachodniego, który następnie rozpowszechnił się także na Wschodzie. Początkowo, przynajmniej w niektórych wschodnich kościołach lokalnych, chrzest wszystkich heretyków uznawano za nieważny, ze względu na to, że wiara ich nie była wiarą Kościoła. Chrzest chrześcijański można sprawować ważnie tylko w jego wierze. Jednak co do kwestii ważności chrztu poszczególnych grup heretyków nie było do końca zgodności na synodach, dlatego ostateczną decyzję zostawiano miejscowym biskupom. Świadczy o tym m.in. wypowiedź Bazylego Wielkiego: każdy region powinien iść za swoim własnym zwyczajem.
Apostolskie wyznanie wiary objaśniało wielu Ojców Kościoła. Przykłady to m.in. dziełko O wierze i Symbolu Augustyna z Hippony oraz jego katechezy-homilie n. 212–215 na ten temat, a także mowy Piotra Chryzologa oraz Wenancjusza Fortunatusa.

## Chrzest w różnych wyznaniach
Rozumienie chrztu i zasadniczych jego elementów jest wspólne dla większości wyznań chrześcijańskich. Świadczy o tym dokument z Limy z 1982 r., opracowany pod patronatem Światowej Rady Kościołów. W Polsce, wspólne rozumienie obrzędu chrztu i wzajemne uznanie jego ważności zadeklarowały następujące wyznania: Kościół ewangelicko-augsburski, Kościół ewangelicko-metodystyczny, Kościół ewangelicko-reformowany, Kościół polskokatolicki, Polski Autokefaliczny Kościół Prawosławny, Starokatolicki Kościół Mariawitów oraz Kościół katolicki.
Według wspólnej deklaracji tych wyznań, obrzęd ten – wykonywany na polecenie Jezusa Chrystusa (por. Mt 28,19; Mk 16,16) – wzywa Kościoły, do przezwyciężenia podziałów. Dokument podkreśla rolę chrztu jako narzędzia zjednoczenia z Chrystusem, obdarzającego wolnością i życiem wiecznym:

Chrzest jest wyjściem z niewoli (1Kor 10,1–2), wciela w Chrystusa ukrzyżowanego i zmartwychwstałego, wprowadza w Nowe Przymierze, jest znakiem nowego życia w Chrystusie, obmyciem z grzechu (1Kor 6,11), oświeceniem przez Chrystusa (Ef 5,14), nowymi narodzinami (J 3,5), przyobleczeniem się w Chrystusa (Ga 3,21), odnowieniem przez Ducha (Tt 3,5), zwróconą do Boga prośbą o dobre sumienie (1p. 3,21) i wyzwoleniem, które prowadzi do jedności w Jezusie Chrystusie, gdzie zostają przezwyciężone podziały ze względu na stan społeczny, rasę czy płeć (Ga 3,27-28; 1Kor 12,13).
2. Chrzest jest z wody i Ducha Świętego; udziela się go w imię Ojca i Syna, i Ducha Świętego. Chrzest jednoczy ochrzczonego z Chrystusem, chrześcijan między sobą. Wprowadza do Kościoła i stanowi początek życia w Chrystusie, którego celem jest „uwielbianie chwały” (Ef 1,14).

Jednym z punktów dyskutowanych przez większość wspólnot chrześcijańskich z nurtu reformacyjnego jest zwyczaj chrztu niemowląt. Uznają one, że przyjąć chrzest mogą wyłącznie osoby, które osiągnęły „wiek świadomy” – przy czym ścisłe określenie tego pojęcia pozostaje kwestią sporną. Najczęściej przyjmowaną zasadą jest, że osiąga się go, wchodząc w wiek nastoletni – czyli wtedy, kiedy młody człowiek może już stosunkowo dobrze zrozumieć nauczanie prawd wiary. Według Kościołów większości ewangelikalnych do przyjęcia chrztu uprawnia doświadczenie nawrócenia – które jest decyzją człowieka, a chrzest jego świadectwem.
Trynitarne rozumienie chrztu odrzucają wspólnoty religijne czerpiące z tradycji antytrynitaryzmu, jak Badacze Pisma Świętego, Świadkowie Jehowy, Jednota Braci Polskich, Kościół Chrześcijan Dnia Sobotniego, Zbory Boże Chrześcijan Dnia Siódmego czy w przeszłości Bracia polscy. Doktryna przyjęta przez te wspólnoty religijne w XIX w., przez główne odłamy chrześcijaństwa jest uznawana za heterodoksyjną co najmniej od Soboru w Nicei (325 r.) – a chrzest w tych wspólnotach za nieważny.

### Kościół katolicki

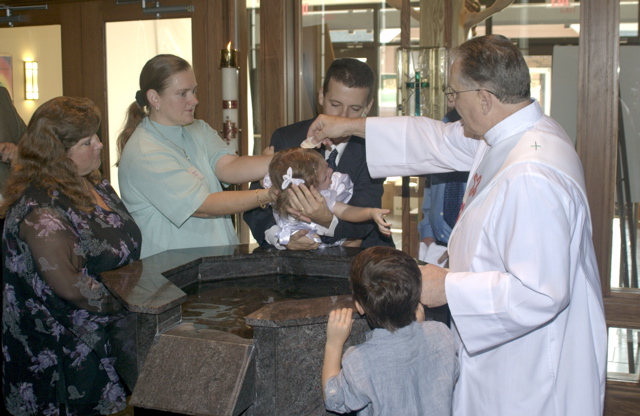
Katolicki chrzest najczęściej jest dokonywany przez polanie głowy wodą

W Kościele katolickim istnieje długa tradycja chrztu niemowląt. Katoliccy teolodzy twierdzą, że w Piśmie Świętym są fragmenty wskazujące na chrzest niemowląt w pierwotnej gminie chrześcijańskiej (Dz 16,15,31–33).
Chrzest to w katolicyzmie sakrament oczyszczający z grzechu pierworodnego, odrodzenia duchowego oraz włączenia do Kościoła i zjednoczenia z nim. Według katolików jest aktem narodzenia na nowo oraz znakiem ukochania ludzi przez Boga i ustanowienia ich swoimi dziećmi. Zazwyczaj wiąże się ze stosownym wpisem do ksiąg parafialnych, który jest w Polsce nieusuwalny, nawet w przypadku odejścia ochrzczonego z Kościoła w późniejszym czasie.
Przyjęcie chrztu oznacza, że człowiek staje się chrześcijaninem i może przyjmować inne sakramenty.
Obrzęd udzielany jest przez polanie głowy wodą, bądź zanurzenie i wypowiedzenie słów: Ja ciebie chrzczę w imię Ojca i Syna i Ducha Świętego (formuła Trójcy Świętej jest uważana za niezbędny warunek chrztu). W przypadku zagrożenia życia wystarczy, aby uczyniła to jakakolwiek osoba, nawet niewierząca, ale zwykle chrzest jest udzielany przez księdza podczas niedzielnej mszy i obejmuje także wyznanie wiary przez obecnych, namaszczenie głowy katechumena krzyżmem świętym, włożenie białej szaty, wręczenie zapalonej świecy ojcu lub ojcu chrzestnemu i inne obrzędy. Tradycyjnie z obrzędem chrztu wiąże się nadanie imienia. Kościół chrzci dzieci, jeżeli rodzice zobowiązują się wychowywać je w wierze katolickiej (jeżeli będzie to niemożliwe, ten obowiązek spada na rodziców chrzestnych). Zwyczajnym szafarzem chrztu jest kapłan lub diakon, nadzwyczajnym szafarzem chrztu może być każdy człowiek, udzielający chrztu drugiej osobie zazwyczaj w wyjątkowych okolicznościach w imię Trójcy Świętej. Materią tego sakramentu jest woda, a formą słowa: N. ja Ciebie chrzczę w imię Ojca i Syna i Ducha Świętego.
Syna chrzestnego nazywa się chrześniakiem, a córkę chrzestną – chrześniaczką lub chrześnicą.

### Kościoły prawosławne
W prawosławiu chrzest jest znakiem oczyszczenia z grzechu, odrodzenia duchowego oraz zjednoczenia z Kościołem. W Kościołach prawosławnych może on nastąpić najwcześniej w ósmym dniu po narodzeniu i jest dokonywany poprzez trzykrotne zanurzenie, rzadziej polanie wodą, oraz wypowiedzenie formuły Chrzczony jest sługa Boży (imię) w imię Ojca – amen i Syna – amen i Świętego Ducha – amen. Zanurzanie w wodzie symbolizuje śmierć dla grzechu, zaś wynurzanie – odrodzenie dla nowego życia. Bezpośrednio po chrzcie ochrzczony otrzymuje białą szatę – znak czystości – oraz krzyżyk. Zwyczajnym szafarzem chrztu jest kapłan, jednak w sytuacji zagrożenia życia chrztu może udzielić każdy prawosławny. Sakrament przeprowadzony w ten sposób jest ważny, chociaż wymagane jest jego uzupełnienie poprzez dodatkowe modlitwy. W prawosławiu bezpośrednio po sakramencie chrztu z reguły udzielane są sakramenty bierzmowania i Komunii Świętej.

### Wspólnoty protestanckie

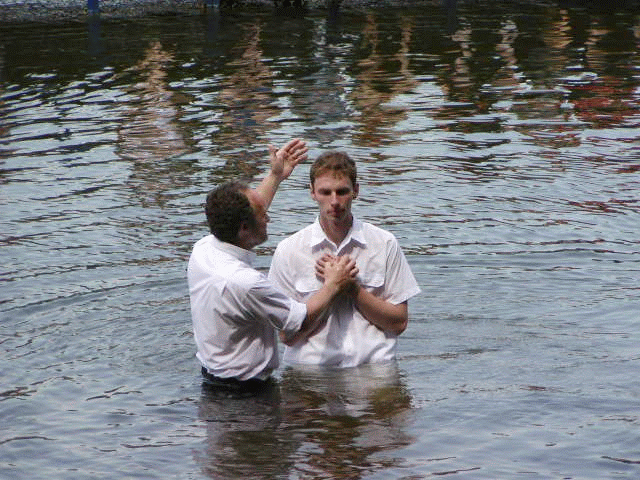
Chrzest w większości Kościołów ewangelikalnych następuje przez całkowite zanurzenie w wodzie katechumena w wieku dorosłym

W wyznaniach protestanckich poglądy na istotę chrztu są podzielone. W większości tradycyjnych Kościołów ewangelickich praktykowany jest chrzest dzieci, podczas gdy większość Kościołów ewangelikalnych (m.in. adwentyści, baptyści, zielonoświątkowcy, wolni chrześcijanie i inni) praktykuje chrzest przez całkowite zanurzenie w wodzie jedynie wiernych w wieku dorosłym, którzy dokonali w pełni świadomej deklaracji przyjęcia wiary i przeżyli nawrócenie. Znaczące kręgi ewangelikalnych protestantów oraz część Kościołów ewangelikalnych trwają jednak przy praktyce chrztu niemowląt. W większości Kościołów protestanckich, głównie zaś w Kościołach praktykujących chrzest niemowląt obrzęd ten rozumiany jest jako sakrament – widzialny znak łaski Bożej. Protestanci utożsamiający się z ewangelikalizmem przyjmują zwykle symboliczne znaczenie obrzędu, tzn. pojmują go jako zewnętrzny znak duchowej przemiany doświadczonej przez człowieka.
Luteranie uznają chrzest jako sakrament odradzający, jednak w przeciwieństwie do katolików odrzucają pogląd, iż działa on ex opere operato. Podobnie, jak inne sakramenty, jego skuteczność opiera się na wierze przyjmującego (w tym wypadku niemowlęcia), jako że do zbawienia prowadzi tylko wiara (zasada sola fide), nie zaś uczynki. Luteranie pojmują istotę chrztu za Marcinem Lutrem:

Chrzest nie jest niczym innym, jak Słowem Bożym połączonym z zanurzeniem w wodzie, według jego własnego ustanowienia i nakazu, czyli, jak Paweł powiada: „Kąpielą wodną przez Słowo” (Ef 5:26), i jak mówi Augustyn: „Niech dołączy się słowo do elementu, a powstaje sakrament”. Dlatego nie podzielamy zdania Tomasza i mnichów kaznodziejów, czyli dominikanów, którzy zapominając o Słowie i ustanowieniu Bożym powiadają, że Bóg udzielił wodzie i włożył w wodę moc duchową, która przez wodę obmywa z grzechu.
– Marcin Luter, Artykuły szmalkaldzkie 5:1-2

Część Kościołów ewangelickich za Ulrykiem Zwinglim odrzuciła chrzest jako środek przekazu łaski odradzającej, choć pozostała przy praktyce chrzczenia niemowląt, które oznaczać miało przyjęcie do wspólnoty ludu Bożego i wejście w przymierze z Bogiem (odpowiednik starotestamentowego obrzezania).
Ewangelicyzm reformowany w Europie stoi na stanowisku, że chrzest, którego widzialnym znakiem jest woda, ustanowiony został przez Chrystusa i jest obietnicą zbawienia. Sakrament ten oznacza uczestnictwo w śmierci Jezusa i zapewnia udział w skutkach jego zbawczego dzieła. Człowiek w chrzcie wraz z Chrystusem umiera i wstaje do nowego życia, które się rozwija pod wpływem Ducha Świętego. Chrzest z zasady odbywa się w obecności zgromadzonej wspólnoty wiary. Powszechnie stosuje się praktykę chrztu niemowląt.
Idea chrztu na wyznanie wiary przez zanurzenie pojawiła się w protestantyzmie w radykalnym nurcie Reformacji. Jako pierwsi praktykę tę wprowadzili anabaptyści w XVI wieku, a za nimi baptyści i większość przedstawicieli ewangelikalnego protestantyzmu. Zanurzenie pojmowane jako właściwy sposób udzielania chrztu opierają na 6 rozdziale Listu do Rzymian apostoła Pawła, który mówi o chrzcie zanurzającym oraz na samym znaczeniu greckiego słowa „baptidzo” (chrzest), które dosłownie oznacza „zanurzenie”. Kwestię konieczności wieku odpowiedzialnego argumentuje się w oparciu o werset 16, 16-go rozdziału Ewangelii Marka. Istotną – i pewniejszą merytorycznie rolę – pełni fragment z księgi (Dziejów Apostolskich 8:36-37), w którym Filip Apostoł stwierdza w rozmowie z etiopskim eunuchem, że będzie ochrzczony, jeśli wierzy.
Istotę poglądów baptystycznych na chrzest oddaje Londyńskie Wyznanie Wiary z 1689 r.:

Chrzest jest obrzędem Nowego Testamentu nakazanym przez Jezusa Chrystusa. Dla osoby przyjmującej chrzest ma on być znakiem jej społeczności z Chrystusem w Jego śmierci i zmartwychwstaniu, znakiem wszczepienia w Chrystusa i przebaczenia grzechów. Wyraża to również fakt, że osoba przyjmująca chrzest oddała siebie Bogu przez Jezusa Chrystusa, aby móc żyć i postępować w „nowości życia”. Poddać się temu obrzędowi mogą tylko te osoby, które opamiętały się przed Bogiem i wierzą w naszego Pana Jezusa Chrystusa, dobrowolnie oddając się Jemu w posłuszeństwo. Zewnętrznym elementem, który ma być używany w tym obrzędzie jest woda, w której wierzący ma być chrzczony w imię Ojca i Syna i Ducha Świętego. Zanurzenie, tzn. pogrążenie wierzącego w wodzie, jest istotne dla właściwego udzielenia tego obrzędu.
– Londyńskie Wyznanie Wiary Baptystów z 1689 29:1-4

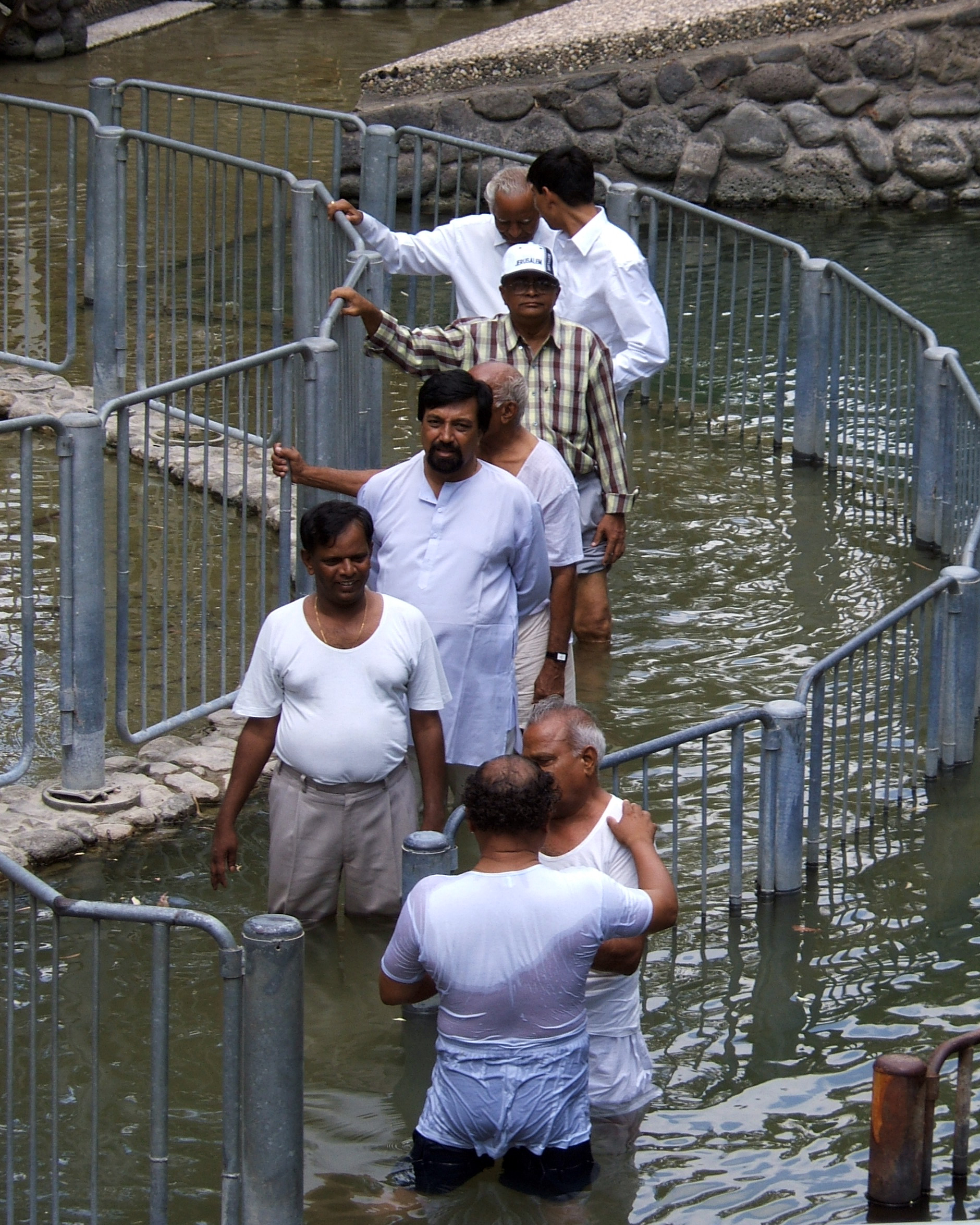
Chrzest na wyznanie wiary w rzece Jordan niedaleko Jeziora Tyberiadzkiego (Izrael)

W Kościołach typu baptystycznego chrztu udziela się wyłącznie osobom, które przeżyły świadome nawrócenie i postanowiły oddać się Bogu (tzw. nowonarodzenie, czyli osobiste przyjęcie Jezusa Chrystusa jako Pana i Zbawiciela). Obrzędu chrztu dokonuje się na wyznanie wiary złożone przez katechumena, które zazwyczaj polega na udzieleniu twierdzącej odpowiedzi na pytania pastora, np.
- czy wierzysz, że Jezus Chrystus jest Synem Bożym?,
- czy wierzysz, że zmarł On za twoje grzechy, abyś mógł otrzymać życie wieczne?,
- czy przyjąłeś Go jako osobistego Pana i Zbawiciela?,
- czy pragniesz zostać ochrzczony i oświadczasz, że jest to twoją dobrą i nieprzymuszoną wolą?

Pytania zadawane są tuż przed dokonaniem obrzędu, co stanowi wyznanie wiary na podstawie którego dokonuje się chrztu. Przed zanurzeniem duchowny zazwyczaj unosi prawą rękę nad głową katechumena w stronę nieba i wypowiada formułę: Na podstawie twojego wyznania wiary i pragnienia chrztu, chrzczę ciebie w imię Ojca i Syna, i Ducha Świętego. Następnie pastor chwilowo pogrąża całe ciało katechumena w wodzie, przechylając go do tyłu (na znak pogrzebu) i po chwili wynurzając go z wody (na znak zmartwychwstania). Zazwyczaj tuż po wynurzeniu chrzczonego zebrani wierni reagują poprzez aplauz, po którym następuje śpiew. Katechumeni zazwyczaj na forum zboru otrzymują kwiaty, świadectwo chrztu i upominek. Większość ewangelikalnych protestantów pojmuje chrzest jako obrzęd publicznego wyznania wiary, nie przypisuje mu jednak, podobnie jak Zwingli, właściwości odradzających (chrześcijaninem staje się w nauce tych Kościołów człowiek w momencie nawrócenia, uznawanego za nowonarodzenie, czego chrzest jest symbolem).
W wielu ewangelikalnych domach modlitwy znajdują się specjalne zbiorniki, zwane baptysteriami, w których dokonuje się chrztu przez zanurzenie. Niektóre wyznania udzielają chrztu wyłącznie w zbiornikach naturalnych. Stroje katechumenów zależą od zwyczajów wyznania i zboru. Rodzaj strojów przeważnie jest regulowany zwyczajowo, nie zaś formalnie. W wielu wspólnotach używane są specjalne płaszcze chrzcielne – zazwyczaj czarne dla pastora, zaś białe dla katechumena. W niektórych zborach istnieje również tradycja nakrywania chustkami głów przez kobiety przyjmujące chrzest. Są także kościoły, które udzielają chrztów osobom występującym w zwykłym ubraniu.
Większość wyznań protestanckich stosuje formułę trynitarną (wyjątkami są zielonoświątkowcy jednościowi, Jednota Braci Polskich i Zbory Boże Chrześcijan Dnia Siódmego, którzy chrzczą w imię Jezusa).
Chrztu nie praktykują kwakrzy oraz Armia Zbawienia.
Za koniecznością chrztu jako warunku lub elementu zbawienia opowiadają się, luteranie, wyznawcy Kościołów Chrystusowych i niektórzy zielonoświątkowcy.
Przeciwnicy poglądu o ścisłej jego konieczności przytaczają m.in. przykład złoczyńcy, który został ukrzyżowany z Jezusem, nawrócił się i został zbawiony bez chrztu – podkreślając jednocześnie, iż chrzest jest ustanowieniem Chrystusowym, wyrazem posłuszeństwa wobec woli Bożej i, o ile istnieje taka możliwość, winien zostać udzielony.

### Kościół Nowoapostolski
Kościół Nowoapostolski praktykuje chrzest niemowląt.

### Mesjańskie Zbory Boże
Zbory Boże Chrześcijan Dnia Siódmego udzielają chrztu (zanurzenia) osobom świadomym które nawróciły się i powierzyły swoje życie Bogu. Zgodnie ze znaczeniem greckiego słowa baptizo rozumieją tzw. chrzest jako zanurzenie. Natomiast polania głowy nie uznają za chrzest (zanurzenie) ale za zwykłe polanie wodą. Chrztu dokonują głównie pod otwartym niebem np. w rzekach. Nie uznają trynitarnej formuły chrzcielnej twierdząc, że fragment z Mt. 28,19 odnoszący się do Trójcy został dopisany po soborze nicejskim, natomiast wszystkie opisy zanurzeń w Dziejach Apostolskich mówią o zanurzeniu w imieniu Jezusa. Osoby zanurzane ubierają się w białe szaty (często specjalnie uszyte do tego celu płaszcze) a kobiety mają także białe nakrycia głowy. Przykładowe pytania które zadawane są osobie zanurzanej to:
1) Czy wierzysz, że Jeszua jest Mesjaszem zapowiedzianym i posłanym przez Boga Jahwe?
2) Czy wierzysz, że Jeszua umarł za ciebie i zmazał twoje grzechy?
3) Czy chcesz być posłuszny(a) Bożym przykazaniom i Bożemu Słowu do końca swoich dni?
Zanurzenie traktują jako symbol zanurzenia starego życia i wynurzenia się do nowego życia w Chrystusie.

### Świadkowie Jehowy

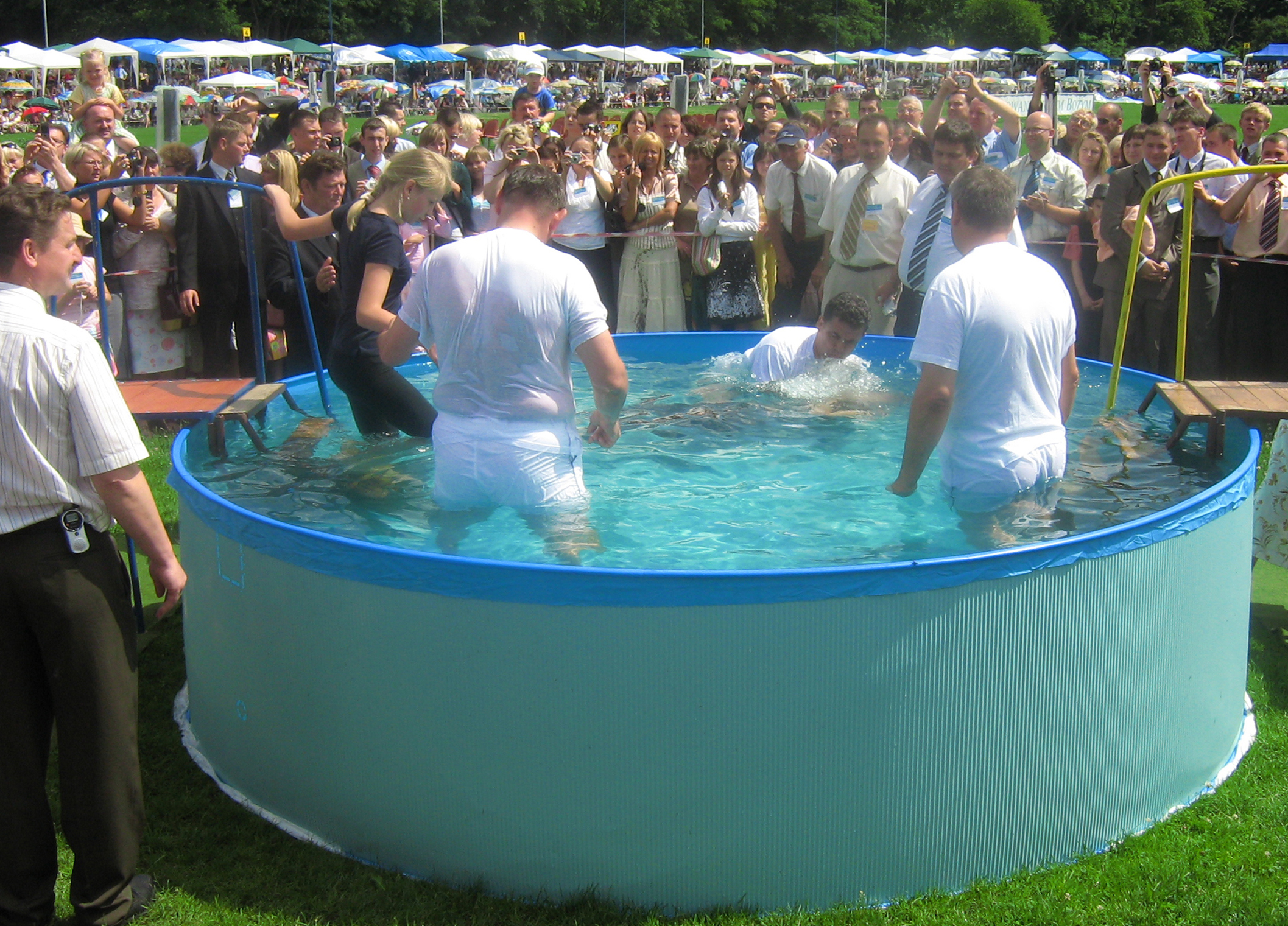
Chrzest na kongresie Świadków Jehowy w Szczecinie (2008)

Chrzest praktykowany w organizacji Świadków Jehowy udzielany jest jedynie osobom, które potrafią zrozumieć jego znaczenie. Podobnie, jak u ewangelicznych protestantów, stosuje się formę chrztu przez całkowite zanurzenie. Nie ma chrztu niemowląt – praktykowany jest chrzest wyłącznie na podstawie świadomej decyzji osób pragnących go przyjąć. Przekonanie to oparte jest m.in. na fakcie, że w Biblii nigdzie nie opisano chrztu niemowląt, a sam Jezus przyjął chrzest jako dojrzały mężczyzna w wieku 30 lat.
Świadkowie Jehowy postrzegają chrzest jako symboliczny obrzęd wyrażający całkowite i bezwarunkowe oddanie się Jehowie Bogu. Chrzest Świadków Jehowy praktykowany jest zazwyczaj podczas kongresów regionalnych, specjalnych lub międzynarodowych oraz zgromadzeń obwodowych. Chrztu dokonują upoważnieni przedstawiciele zboru bądź w specjalnych basenach, bądź w zbiornikach naturalnych.
Przyjęcie chrztu w organizacji Świadków Jehowy zazwyczaj poprzedzone jest okresem biblijnych szkoleń na podstawie publikacji opracowanych przez Ciało Kierownicze, a wydanych przez Towarzystwo Strażnica. Po ukończeniu szkolenia kandytat do chrztu oddaje się Jehowie Bogu na służbę w osobistej modlitwie, nadzorcy zboru, na podstawie zestawu stałych pytań – do których przygotowuje się wcześniej kandydat do chrztu – upewniają się, czy osoba zdecydowana przyjąć chrzest zrozumiała podstawowe nauki biblijne oraz czy dostosowała do nich swoje życie. Przed zanurzeniem, osobie chrzczonej w obecności świadków zadawane są dwa pytania: 1) Czy okazałeś skruchę za swoje grzechy, oddałeś się Jehowie i zaakceptowałeś udostępnioną przez Boga możliwość wybawienia za pośrednictwem Jezusa Chrystusa? 2) Czy rozumiesz, że twój chrzest identyfikuje cię jako Świadka Jehowy należącego do organizacji Jehowy?. Podczas chrztu nie wypowiada się żadnej szczególnej formuły.

### Tabela praktykowania chrztu w różnych wyznaniach
Tabela przedstawia różnice w rozumieniu i praktykowaniu chrztu między różnymi wyznaniami:
| Wyznanie                                             | Sposób                                                                                      | Chrzest niemowląt | Właściwości odradzające | Wpływ na zbawienie (konieczność, potrzeba bądź przydatność) | Formuła         |
| ---------------------------------------------------- | ------------------------------------------------------------------------------------------- | ----------------- | ----------------------- | ----------------------------------------------------------- | --------------- |
| Kościół rzymskokatolicki                             | Zazwyczaj przez polanie, czasem przez zanurzenie.                                           | T                 | T                       | T                                                           | Trynitarna      |
| Starokatolicyzm                                      | Zazwyczaj przez polanie                                                                     | T                 | T                       | T                                                           | Trynitarna      |
| Prawosławie                                          | Przez trzykrotne zanurzenie (inne formy – tylko w uzasadnionych przypadkach)                | T                 | T                       | T                                                           | Trynitarna      |
| Staroobrzędowcy                                      | Tylko przez trzykrotne zanurzenie                                                           | T                 | T                       | T                                                           | Trynitarna      |
| Anglikanie                                           | Przez polanie (rzadko zanurzenie)                                                           | T                 | N                       | N                                                           | Trynitarna      |
| Luteranie                                            | Przez pokropienie, również polanie lub zanurzenie                                           | T                 | T                       | T                                                           | Trynitarna      |
| Metodyści                                            | Przez pokropienie, polanie lub zanurzenie                                                   | T                 | T                       | N                                                           | Trynitarna      |
| Prezbiteriańscy kalwiniści                           | Przez pokropienie, polanie lub zanurzenie                                                   | T                 | N                       | N                                                           | Trynitarna      |
| Kongregacjonalni kalwiniści                          | Przez pokropienie, polanie lub zanurzenie (reformowani baptyści: tylko przez zanurzenie)    | [ a ] [ b ]       | N                       | N                                                           | Trynitarna      |
| Baptyści                                             | Tylko przez zanurzenie                                                                      | N                 | N                       | N                                                           | Trynitarna      |
| Kościoły Chrystusowe                                 | Tylko przez zanurzenie                                                                      | N                 | T                       | T                                                           | Trynitarna      |
| Zielonoświątkowcy                                    | Tylko przez zanurzenie. Zielonoświątkowcy wierzą ponadto w oddzielny Chrzest Duchem Świętym | N                 | N                       | N                                                           | Trynitarna      |
| Zielonoświątkowcy jednościowi                        | Tylko przez zanurzenie. Zielonoświątkowcy wierzą ponadto w oddzielny Chrzest Duchem Świętym | N                 | T                       | T                                                           | „W Imię Jezusa” |
| Adwentyści                                           | Tylko przez zanurzenie                                                                      | N                 | N                       | N                                                           | Trynitarna      |
| Kwakrzy                                              | Nie praktykują chrztu wodnego, jedynie Chrzest Duchem Świętym                               | —                 | —                       | —                                                           | —               |
| Armia Zbawienia                                      | Obecnie nie praktykują chrztu. Wierzą w jego wartość jedynie w czasach Chrystusa            | —                 | —                       | —                                                           | —               |
| Badacze Pisma Świętego                               | Tylko przez zanurzenie                                                                      | N                 | T                       | T                                                           | —               |
| Zbory Boże Chrześcijan Dnia Siódmego                 | Tylko przez zanurzenie i w imieniu Jezusa                                                   | N                 | T                       | T                                                           | —               |
| Świadkowie Jehowy                                    | Tylko przez zanurzenie                                                                      | N                 | T                       | T                                                           | Brak            |
| Chrystadelfianie                                     | Tylko przez zanurzenie                                                                      | N                 | T                       | T                                                           | „W Imię Jezusa” |
| Kościół Jezusa Chrystusa Świętych w Dniach Ostatnich | Tylko przez zanurzenie przez osobę posiadającą upoważnienie kapłańskie                      | N                 | T                       | T                                                           | Trynitarna      |
| Społeczność Chrystusa                                | Tylko przez zanurzenie przez osobę posiadającą upoważnienie kapłańskie                      | N                 | T                       | T                                                           | Trynitarna      |

## Podobne obrzędy
Rytualne obmywania były znane w starożytności u wielu ludów. Był to zewnętrzny znak wewnętrznej odmiany, żalu za popełnione grzechy i gotowości zadośćuczynienia za nie. Wiara w oczyszczającą moc wody występowała u większości etnicznych kultur pierwotnych (u Słowian np. w trakcie obrzędów Kupalnocnych). Obrzędy inicjacyjne związane z wodą są znane również w innych religiach: w pradawnym kulcie wody, w niektórych wyznaniach żydowskich (esseńczycy, zwolennicy Jana Chrzciciela), u mandenajczyków, w azteckim kulcie bogini Chalchihuitlicue, a także w buddyzmie. W religii starożytnych Egipcjan polanie głowy wodą było częścią rytuału koronacyjnego faraonów i oznaczało obdarowanie życiem wiecznym.
W Babilonii istniało święte miasto Eridu, dokąd spieszyły tłumy, aby się obmyć. W kulcie syryjskiego bóstwa Jankesa były sakralne oczyszczenia w wodzie i ogniu. W egipskiej Księdze Umarłych widnieje najstarszy opis rytualnego obmycia niemowląt nowo narodzonych. Panowało więc już wtedy przekonanie, że człowiek rodzi się w jakiejś winie, którą trzeba obmyć. W świątyni w Der-el-Bahri można do dziś oglądać plastycznie przedstawioną scenę rytualnych obmyć. Rytuał oczyszczenia jest nadto znany w kulcie Demetry, wśród wyznawców starożytnej bogini Kybele i Attisa, Mitry. Zachowany jest on powszechnie do dziś w Indiach, gdzie do miasta świętego Varanasi udają się w celach rytualnych kąpieli w Gangesie miliony wiernych bramińskich.
Do chrztu nawiązują też różne formy uroczystości świeckich, często o charakterze zabawy (chrzest statku, chrzest równikowy).

## Podejście niechrześcijan do chrztu

### Niechrześcijanie a chrzest dzieci
Wiele niechrześcijańskich grup wyznaniowych, podobnie jak część wyznań chrześcijańskich, sprzeciwia się chrzczeniu dzieci, a zwłaszcza niemowląt.

### Odczynianie chrztu
Według doktryny katolickiej, chrzest jako sakrament inicjujący jest nieodwołalny i nieodwracalny. Istnieją jednak organizacje wydające „certyfikaty unieważniające chrzest”; nie są one uznawane nawet przez same podmioty, jakoby miały jakąkolwiek moc wiążącą prawnie lub duchowo. Współcześnie osoby oficjalnie dokonujące wystąpienia ze wspólnoty katolickiej coraz częściej dokonują obrzędów mających zneutralizować chrzest i jego konsekwencje (obecne w kręgach rodzimowierców).